# 1801 w polityce

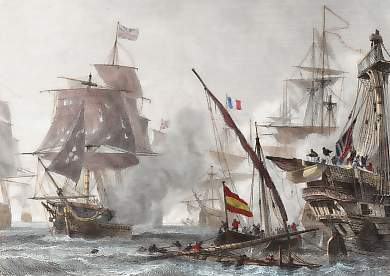
Morel Fatio, Bita pod Algeciras

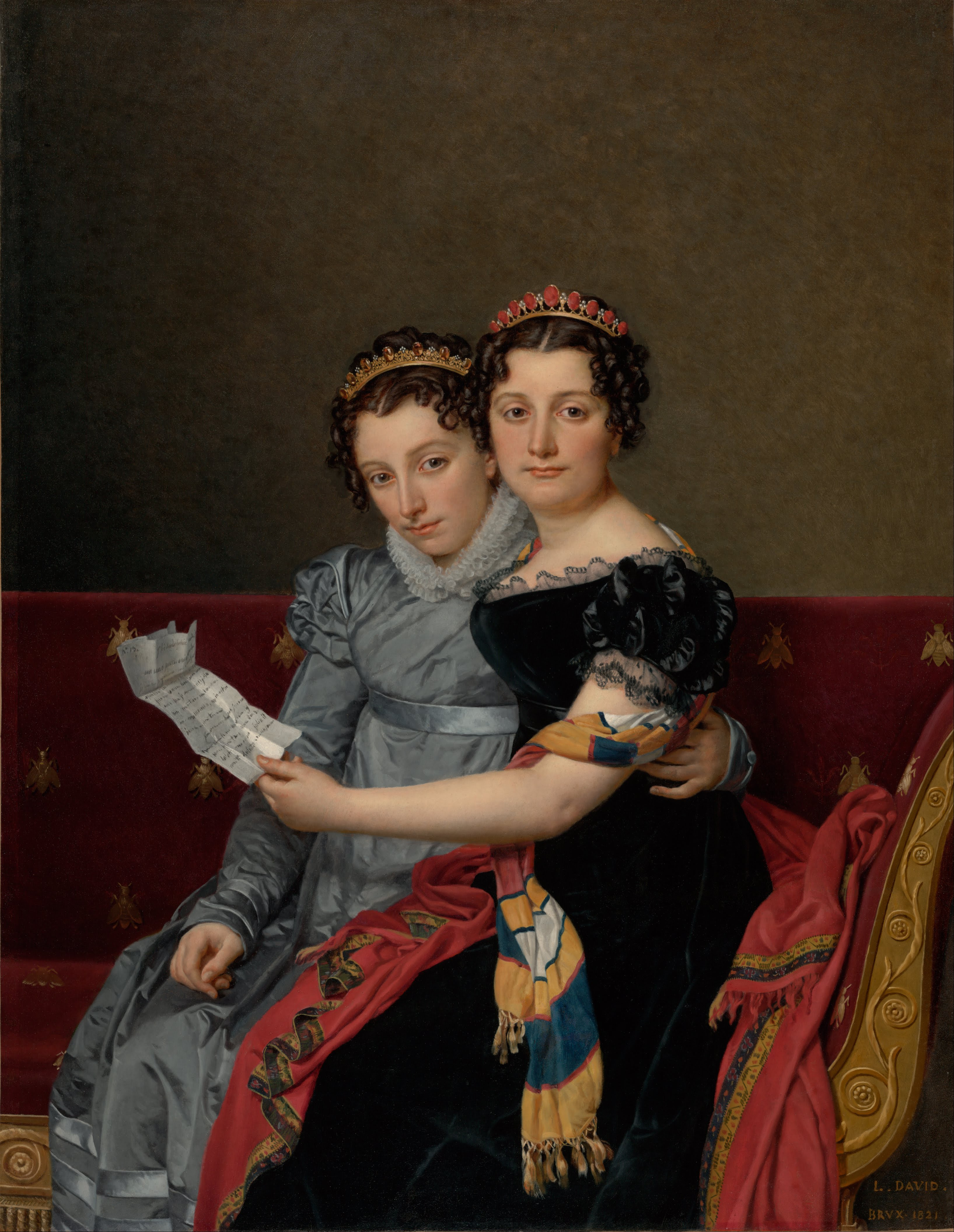
Jacques-Louis David, Portret sióstr Zenaidy i Charlotty Bonaparte

Wydarzenia polityczne w 1801 roku.

## Wydarzenia
- 9 lutego Pokój w Lunéville między Austrią i Francją[1]
- 4 marca Thomas Jefferson został zaprzysiężony jako prezydent Stanów Zjednoczonych[2][3].
- 6 lipca Pierwsza bitwa pod Algeciras – flota francuska zwycięża marynarkę brytyjską[4].
- 12 lipca Druga bitwa pod Algeciras – flota brytyjska pokonuje połączone armady francuską i hiszpańską[4].
- 24 września Gruzja zostaje włączona do terytorium Rosji[5]

## Urodzili się
- 21 lutego Jan Henryk Newman, angielski kardynał[6].
- 5 kwietnia Vincenzo Gioberti, włoski polityk i filozof[7][8].
- 8 lipca Zénaïde Bonaparte, francuska arystokratka[9].

## Zmarli
- 15 listopada Maria Klementyna Habsburg, arcyksiężniczka Austrii[10].
- 14 marca Ignacy Krasicki, biskup warmiński, jeden z czołowych przedstawicieli polskiego oświecenia[11].
- 26 lipca Maksymilian Franciszek Habsburg, arcyksiążę austriacki, syn cesarza Franciszka I i Marii Teresy[12].